# Ageishi Iwao
Ageishi Iwao (japanisch 上石 巌; * 11. Januar 1908 in Takada (heute: Jōetsu); † 12. Juni 1991) war ein japanischer Skilangläufer.
Ageishi, der auf der Normalschule Takada war, wurde japanischer Meister im Jahr 1929 über 40 km und im Jahr 1931 über 50 km. Bei seiner einzigen Teilnahme an Olympischen Winterspielen im Februar 1932 in Lake Placid belegte er den 17. Platz über 50 km. Nach seiner Karriere als Skilangläufer war er Direktor und Ratsmitglied des japanischen Skiverbandes und Vorsitzender des Skiverbandes der Präfektur Niigata.